# Streckkronad bergtangara
Streckkronad bergtangara (Dubusia stictocephala) är en fågelart i familjen tangaror inom ordningen tättingar.

## Utbredning och systematik
Fågeln förekommer endast i Anderna i Peru (centrala Amazonas söderut till Cusco). Den betraktades tidigare som en underart av silverbrynad bergtangara (Dubusia taeniata), men urskiljs allt oftare som egen art.

## Status och hot
Arten har ett stort utbredningsområde, men tros minska i antal, dock inte tillräckligt kraftigt för att den ska betraktas som hotad. Internationella naturvårdsunionen IUCN listar arten som livskraftig (LC).